# البطنة (تعز)
البطنة هي إحدى قرى الجمهورية اليمنية. وهي تتبع جغرافيًا لمحافظة تعز. وإداريًا لمديرية المعافر. يبلغ تعداد سكانها 1070 نسمة حسب الإحصاء الذي جرى عام 2004.